# Палеокарпология
Палеокарполо́гия (от греч. πᾰλαιός — древний, греч. καρπός — «плод» и λόγος — «слово», «учение») — раздел морфологии растений, палеоботаники и карпологии, который занимается изучением растений минувших геологических периодов по ископаемым остаткам плодов и семян, а также мегаспор, шишек, хвои и т. п.
Объектом изучения служат преимущественно остатки водных и прибрежных травянистых растений, в меньшей мере — растений лесов и лугов.
Палеокарпология тесно связана с другими научными дисциплинами, такими как палинология, палеофлористика, морфология и систематика растений и другими разделами палеонтологии и ботаники.
Палеокарпология характеризуется наличием своего объекта, своих методов и своих задач. В круг её задач входит изучение в статике и эволюционной динамике отдельных репродуктивных зачатков, определение закономерностей образования семенных флор и процессов эволюции целых растительных сообществ, выяснение направления и темпов изменения всей природы.
Одним из главных методов этой отрасли науки является динамический принцип Ляйеля, согласно которому ископаемая флора конкретной местности тем старше, чем больше в ней содержится форм, в настоящее время чуждых данной местности.
В России основателем палеокарпологии стал Пётр Алексеевич Никитин.